# 小行星6852
小行星6852（6852 Nannibignami）是一颗围绕太阳公转的小行星。1985年2月14日，亨利·德波鸿诺在拉西拉天文台发现了此天体。
这颗小行星的绝对星等为304.44749等。